# Pseudococcus nudus
Pseudococcus nudus är en insektsart som beskrevs av Ferris in Zimmerman 1948. Pseudococcus nudus ingår i släktet Pseudococcus och familjen ullsköldlöss. Inga underarter finns listade i Catalogue of Life.